# Villafuerte (Valladolid)
Villafuerte es un municipio y localidad española de la provincia de Valladolid, en la comunidad autónoma de Castilla y León. La población se encuentra en un altozano que domina el cercano valle del río Esgueva.

## Historia

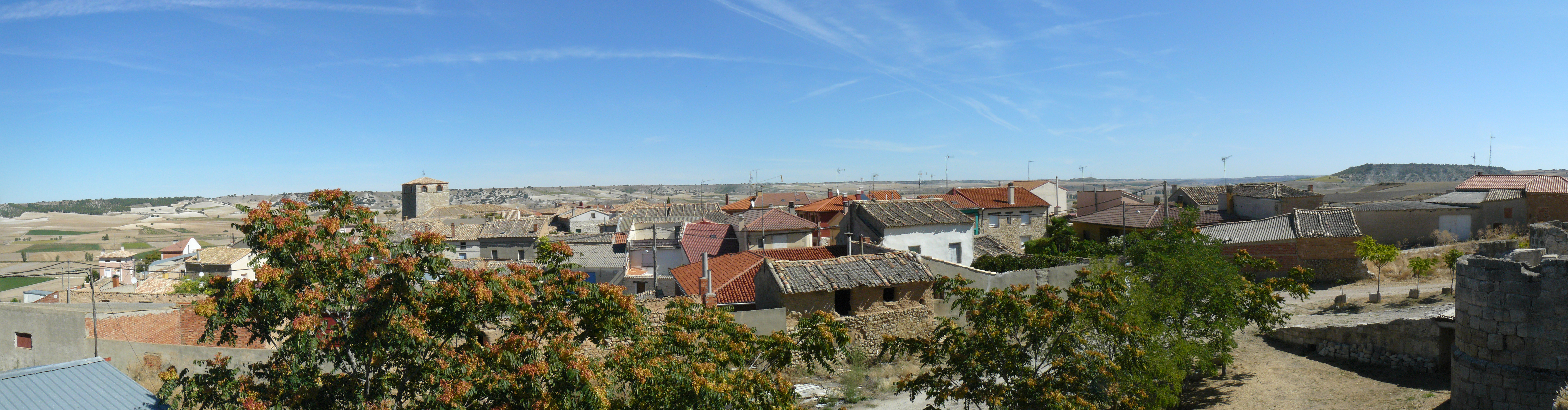
Panorámica de Villafuerte

A mediados del siglo XV, comienza a llamarse Villafuerte en lugar de Vellosillo, su nombre anterior, aunque este no se encontraba exactamente en la ubicación actual de la población. El asentamiento altomedieval de Vellosillo se encontraba más cercano al río. Durante la Edad Media, la localidad contó con murallas que rodeaban el caserío, de importancia estratégica por su control de las rutas que seguían el río.
La primera mención en documentos de la población es de 1192 y en 1214 se menciona al maestre de la orden de Calatrava como señor de la mitad de ella. Entre 1434 y 1462, Diego González de Toledo compró todo el señorío y su hijo, Garci Franco de Toledo, miembro de la adinerada familia de judíos conversos, se hizo nombrar señor del lugar, cambió de nombre la población y comenzó la construcción del castillo actual alrededor del 1473. De esta familia, se conserva una alfombra del siglo XVI con su escudo, que se encuentra en Madrid.

## Demografía
Cuenta con una población de 86 habitantes (INE 2024).
| Gráfica de evolución demográfica de Villafuerte entre 1842 y 2021                                                     |
| |
| Población de derecho según los censos de población del INE. Población de hecho según los censos de población del INE. |

## Patrimonio
Cuenta con un castillo gótico y una iglesia románica con elementos mudéjares.

### Castillo de Garci Franco de Toledo

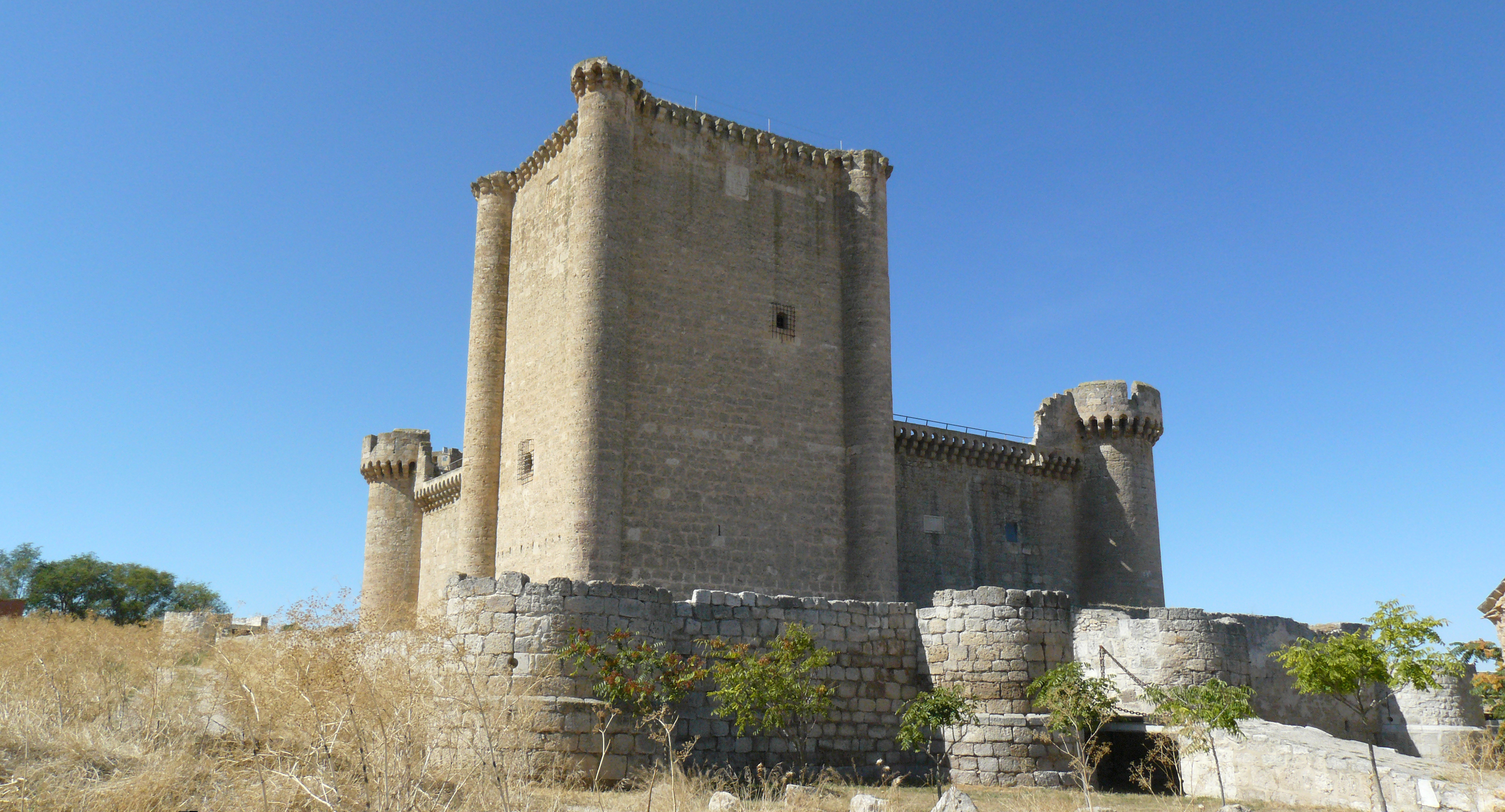
Castillo de los Franco de Toledo en Villafuerte

El castillo de Garci Franco de Toledo es un edificio del siglo XV, que sirvió de fortaleza para los feudales de la época. El castillo tiene una planta casi cuadrada y cuenta con una gran torre del homenaje en una de sus esquinas. Las demás esquinas tienen torres cilíndricas con matacanes. Toda la fortaleza está rodeada por una barbacana reforzada con torres en sus esquinas. Su estilo, de la Escuela de Valladolid, es más residencial que militar. La torre del homenaje consta de cinco plantas a las que se accede por una escalera de caracol, dos de ellas con bóvedas de piedra tallada. Tanto en la entrada del patio de armas como en lo alto de la torres se hallan los escudos de los propietarios de la fortaleza. El edificio estuvo habitado hasta comienzos del siglo XX y más tarde fue adquirido por la Asociación de Amigos de los Castillos, que gestiona su conservación y visita.

### Iglesia de San Miguel Arcángel

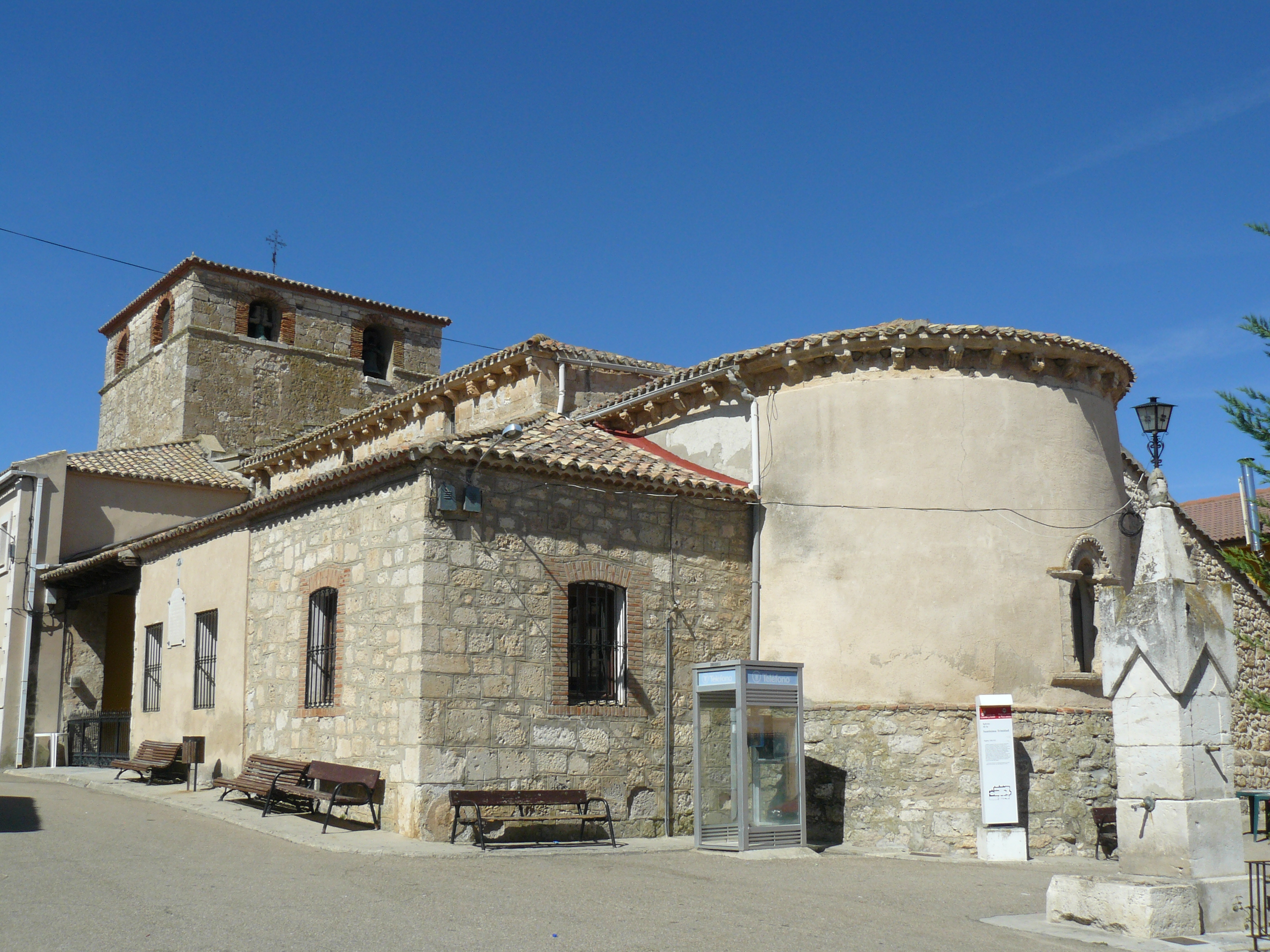
Iglesia de Villafuerte

La iglesia, de origen románico del siglo XII, recibió un coro y cubierta mudéjares en el siglo XVI. De su importante artesonado mudéjar solo quedan algunos elementos, ya que se trasladó al salón de plenos del edificio de la Diputación de Valladolid. El coro, sin embargo, se conserva en el templo. De la fábrica románica original los principales elementos conservados son el ábside y la portada.